# Casa Hughley
Casa Hughley (The Hughleys) è una sitcom statunitense andata in onda sul network ABC dal settembre 1998 al maggio 2000 e successivamente sulla rete UPN dal settembre 2000 al maggio 2002. In Italia la serie è stata trasmessa dal canale satellitare Disney Channel a partire dal 2003.
La serie si compone di 89 episodi divisa in 4 stagioni, ogni episodio ha durata di circa 25 minuti.
Il personaggio principale è Darryl Hughley (Darryl Lynn "D. L." Hughley) affiancato dalla moglie Yvonne (Elise Neal) e dai loro due figli Sydney (Ashley Monique Clark) e Michael (Dee Jay Daniels).

## Trama
La famiglia Hughleys si trasferisce nel quartier West Hills nella San Fernando Valley, quartiere con abitanti in prevalenza bianchi, Darryl, proprietario di una azienda di distributori automatici, cercherà quindi di ambientarsi senza dimenticare mai le loro origini. Saranno aiutati in questo, anche grazie alla presenza del loro miglior amico, Milsap. Riusciranno a fare amicizia con i loro nuovi vicini, Sally e Dave. La serie tratta temi razziali seri, ma affrontati sempre in chiave comica.